# ولیکی نووگورود

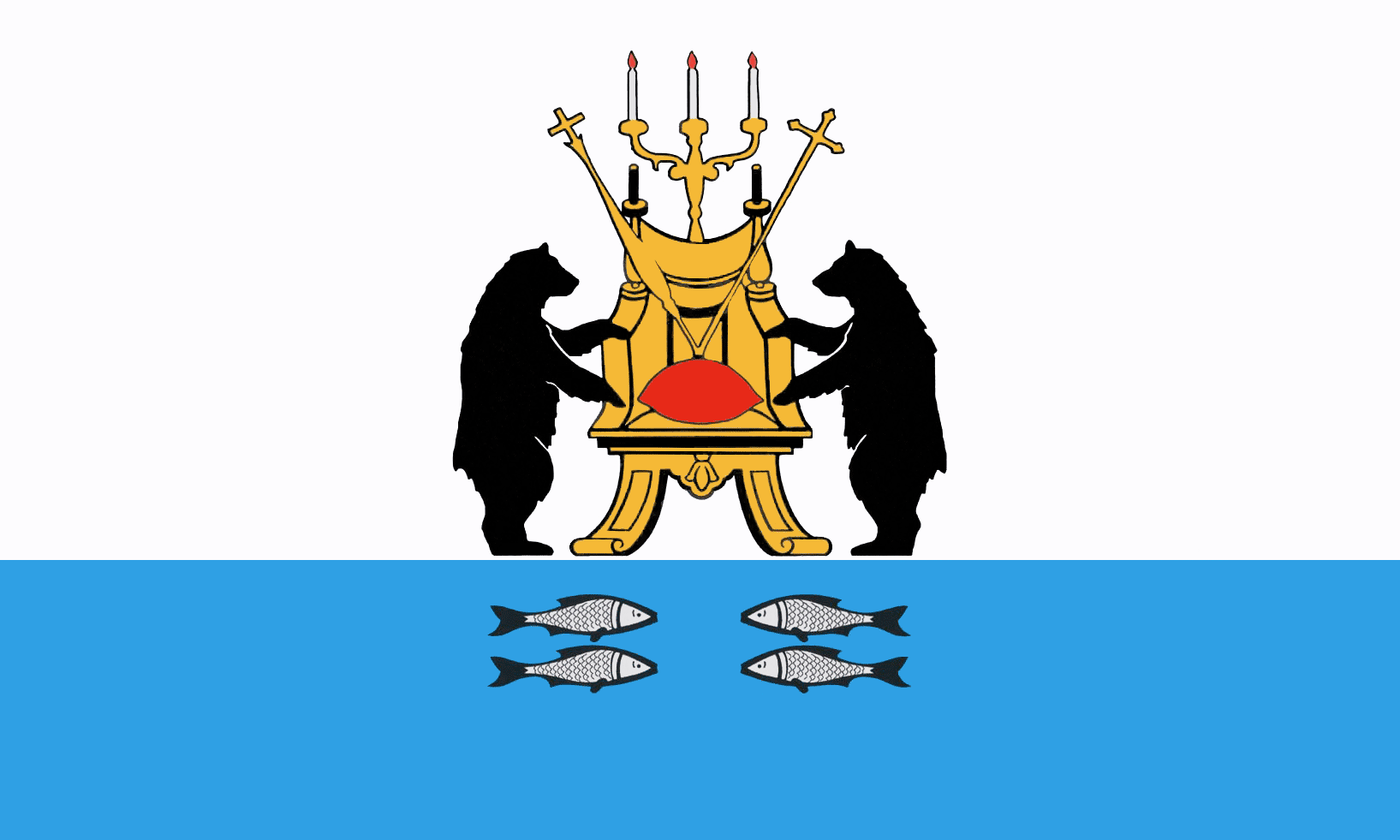
پرچم نووگورود

ولیکی نووگورود (به روسی: Вели́кий Но́вгород) نام شهری تاریخی‌است در شمال باختری روسیه و مرکز استان نووگورود. معنای نووگورود شهر نوبزرگ می‌باشد. شهر در کنار رود وولخوف جای دارد. برپایهٔ سرشماری سال ۲۰۰۲ این شهر ۲۱۶۸۵۶ تن جمعیت دارد.
نخستین بار از این شهر در ۸۶۲ میلادی نام برده‌شده‌است و در آن زمان این شهر مرکزی بازرگانی میان دریای بالتیک به بیزانتیوم بوده‌است. 

## تاریخچه
ولادیمیر کبیر در سال ۹۵۸ – ۱۵ ژوئیه ۱۰۱۵ میلادی شاهزاده ولیکی نووگورود، شاهزاده بزرگ کی‌یف و فرمانروای روس کی‌یف از ۹۸۰ تا ۱۰۱۵ میلادی بود.

## نگارخانه

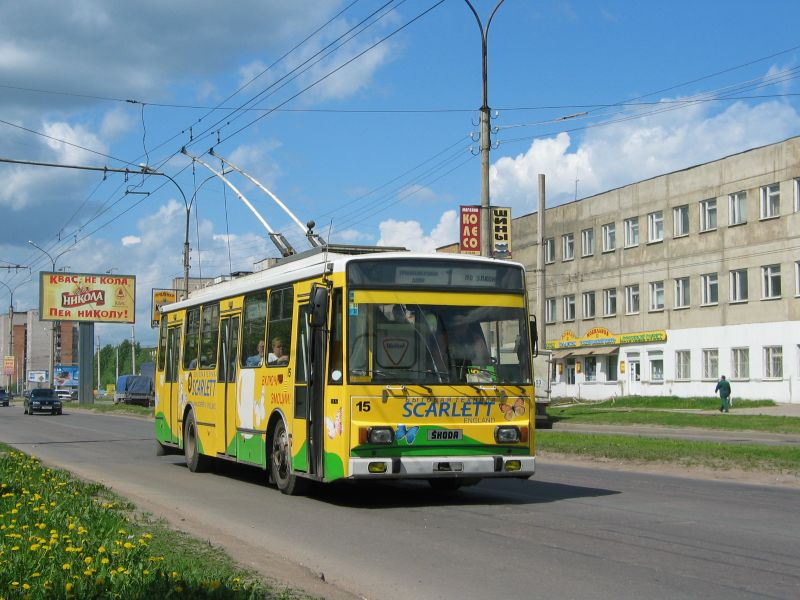
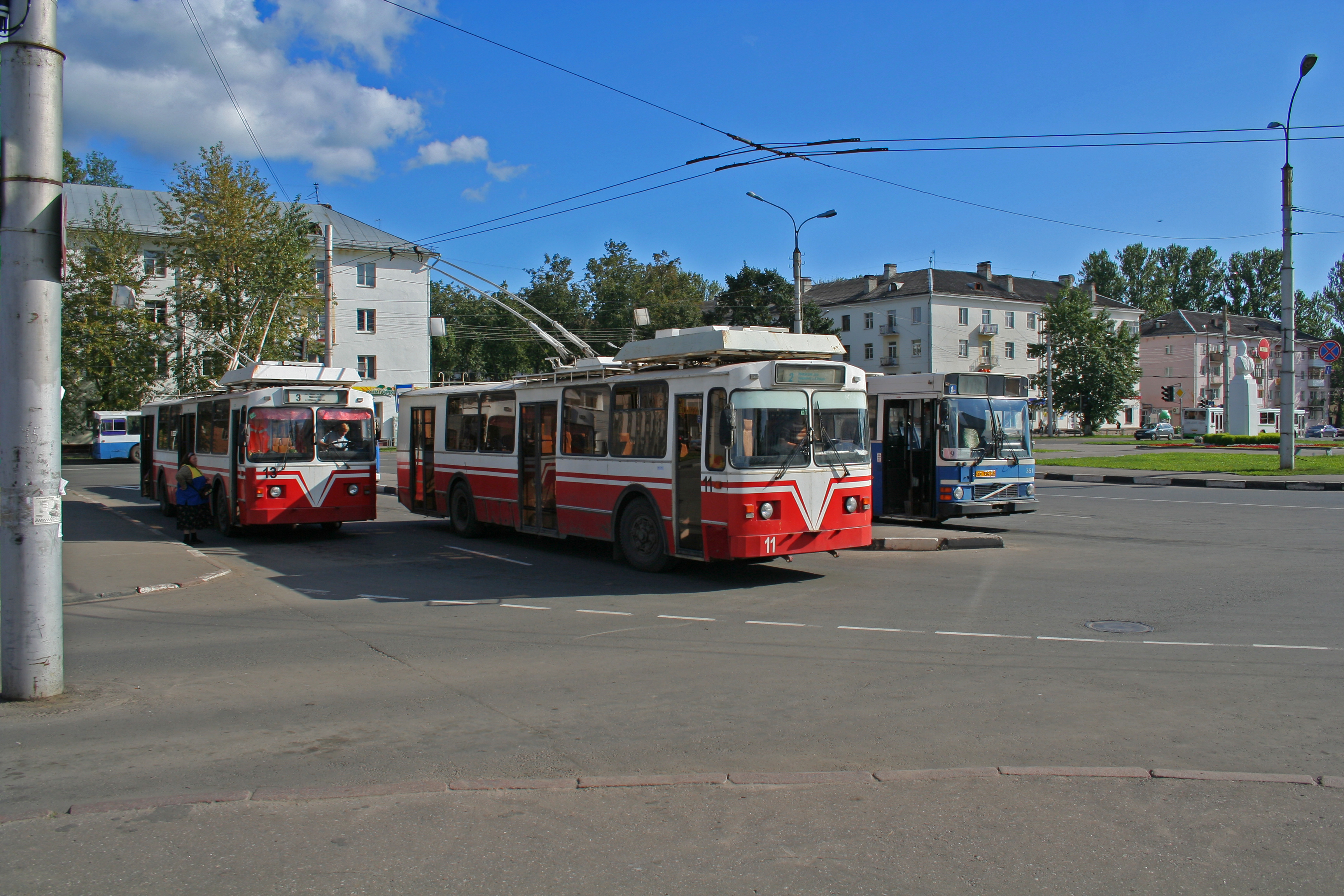
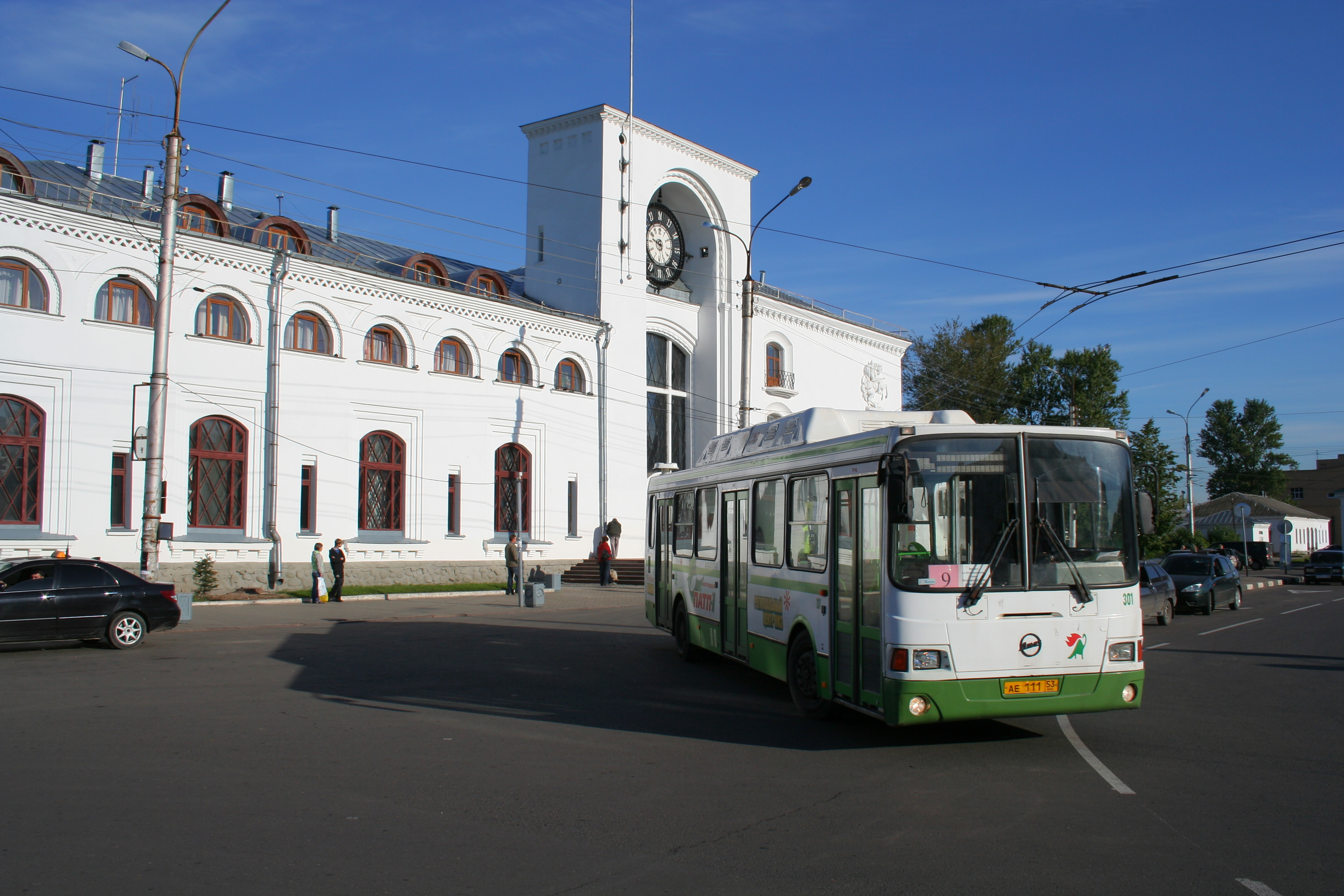

## شهرهای خواهر
- استراسبورگ فرانسه
- ایوانوفرانکیفسک اوکراین
- بیله‌فلد آلمان
- راچستر آمریکا
- زیبوی چین
- کلیولند هایتس آمریکا
- موس نروژ
- نانتر فرانسه
- واتفورد انگلستان
- والگای استونی